# 笙野頼子
笙野 頼子（しょうの よりこ、1956年3月16日 - ）は日本の小説家。本姓・市川。三重県出身、立命館大学法学部卒。
自称「神道左翼」の立場から急進的な政治性を打ち出し、私小説と幻想小説を周到なメタフィクションなどを用いて過激に混成させた作風で「闘う作家」「メタの女王」とも呼ばれる。
2011年度より5年間立教大学特任教授（大学院文学研究科比較文明学専攻博士課程前期課程）を務めた。

## 概要
自らをアヴァン・ポップ作家と称し、藤枝静男や内向の世代などの影響を受けた独自の私小説を得意とする。概説的には世界への違和感を社会的な視座に見据えつつ、不穏な幻想とスラップスティックなユーモアによって批評的に描くスタイルと言え、この傾向は90年代後半「論争」を経てからより顕著になった。
デビュー自体は村上春樹や高橋源一郎などのポップ文学の書き手と近い時期であるが、あまりに対蹠的な作風とその転換、再評価の時期に鑑みて、阿部和重らのように理論性と娯楽性を併せ持った、いわゆるJ文学作家の一人と言われることもあるものの、本人はエッセイにおいてこのカテゴライズに疑念を表している。
研究者とも言える支持者には長編評論『笙野頼子 虚空の戦士』を著した清水良典がおり、笙野のさまざまな作品に積極的な評価を与えている。

## 人物
1956年、三重県四日市市に生まれ、伊勢市に育つ。 伊勢市立修道小学校、伊勢市立五十鈴中学校、三重県立伊勢高等学校卒業後、二浪して立命館大学法学部に入学し、主に民法を学ぶ。大学在学中より小説を書き始める。大学卒業後も他大学受験の口実のもと予備校に通いながら執筆していた。1981年、地獄絵図に固執する絵師の妄執と暗い情念を描いた「極楽」で第24回群像新人文学賞を受賞し、小説家デビュー。藤枝静男や川村二郎、木下順二から選評で賛辞を受けるも、田久保英夫はこれを「小説の文章とは思えない」と評した。
その後もひたすら両親からの仕送りを頼りに専業で小説を書き続けるが、向こう10年もの間は、いくつかの幻想文学的短篇が『群像』にかろうじて掲載されるほかは担当編集者からの没を受け続け、また批評的な耳目からも遠ざかった。当然自身の収入はほとんどなく、現在でいう「引きこもり」のような生活のなか作品を執筆し続け、1991年、自身の境遇を思わせる女性のモノローグを介して他者や社会との断絶された関係を描き出した『なにもしてない』で野間文芸新人賞を受賞後、1994年、マジック・リアリズム的手法を用いて「先祖や身内や郷里との、無関係をも含む関係を、反リアリズムで表現」し、「大地と共同体に挑んだ」「二百回忌」で第7回三島由紀夫賞、海芝浦駅への紀行文的体裁の中で自由自在に時間軸を往還する語り口の「タイムスリップ・コンビナート｣で第111回芥川賞を受賞し一気に注目を集める。また純文学新人賞として名のある上記三賞を受賞したことから「新人賞三冠王」などとも称された。
それらの受賞作と同時進行的に書かれた『硝子生命論』『レストレス・ドリーム』『増殖商店街』と作品を重ねるごとに80年代からの作風を次第に批評的にシフトさせていき、1996年に実母の病の中で「母と娘の間の愛憎のねじれと切なさ」を「言語のアクロバット」によって描いた『母の発達』で第6回紫式部文学賞候補、1998年に東京で女性らしくなく独居する女性が妖怪化し、様々な都市の妖怪と出会う風刺的な『東京妖怪浮遊』で女流文学賞候補となる。しかしいずれも女性作家のみを対象にした賞であることから、「自分が取れば『女は得だ』と言われると思った」という理由でいずれも辞退している。
純文学論争に怒った笙野はくだけた口語や俗語、卑語などを交えた晦渋かつ饒舌な文体へと転換し、『てんたまおや知らズどっぺるげんげる』頃を契機として、これまでのある種内向的な作風から、対外的な視野を持った批判的戦闘的な作風に軸足を移す。
2001年、森茉莉を援用して既成文壇の「少女」観、女性観への批判を行いつつ森を「やおい」的な偏見から切り離して擁護すると共に、笙野の現在に至るポリフォニックで狂騒的な語り口を確立した『幽界森娘異聞』で第29回泉鏡花文学賞受賞。2004年、鈴木いづみらの先行作を想起させる（実際に参考文献として巻末に鈴木の著作が記載されている）男性的性差別の支配原理と「原発」権益によって運営される女性国家・ウラミズモを通して、男性原理的社会制度とそれに抵抗するフェミニズム双方の欺瞞を戯画的に描いたフェミニズム批評的ディストピア譚『水晶内制度』で第3回センス・オブ・ジェンダー賞受賞。2005年、生まれてすぐに一度死んだ女児に金毘羅が宿り女流作家となったという奇抜な設定のもと、社会・政治に排斥された土俗神などへの言及をからめ自他に冷徹な考察を綴った『金毘羅』で第16回伊藤整文学賞受賞。近作に『金毘羅』『萌神分魂譜』『海底八幡宮』の三部作、「おんたこ」「論畜」「ロリリベ（ロリコン・リベラリズム）」などのユーモラスな自作タームを用いて、日本の批評空間・政治言説へ痛烈な皮肉をぶつけた三部作『だいにっほん、おんたこめいわく史』『だいにっほん、ろんちくおげれつ記』『だいにっほん、ろりりべしんでけ録』、狂騒的な情況のなかで愛猫の死を越えていくまでの記録『おはよう、水晶――おやすみ、水晶』などがある。
『S倉迷妄通信』において「神道左翼」を自称するようになった。また現代社会構造の戯画として「明治政府ちゃん」「美少女」「火星人」「遊郭」「ポルノ」「ロリコン」などの挑発的な道具立ても好んで用いる。またフォイエルバッハやドゥルーズ（『千のプラトー──資本主義と分裂症』『批評と臨床』など）といった既存の哲学・思想の表立った援用も試みる。
主に『すばる』『文藝』両誌において連作『小説神変理層夢経』の執筆に着手していたが、2013年に自身がこれまで三十年以上膠原病（混合性結合組織病）に罹患していたことが発覚、現在は継続的な治療を受けている。その闘病記である『未闘病記――膠原病、『混合性結合組織病』の』で第67回野間文芸賞受賞。

## 純文学論争
1998年頃、大塚英志が1980年代に主張した「売れない純文学は商品として劣る｣との主張に対して笙野が抗議し、純文学論争となる。さらに2002年には笙野は『ドン・キホーテの侃侃諤諤』を発表して大塚の見解を、文学に商品価値のみを認める見解であり芸術としての文学に害を及ぼすものだと批判した。これに対して大塚は、『不良債権としての「文学」』で、漫画雑誌の売り上げによって文芸誌の採算の悪さが補われていると主張してそれを批判の根拠とし、対症療法として提案した「既存の流通システムの外に文学の市場を作る」ために、また「文学」の「書き手」と「読者」が出会うための「文芸誌」ではない具体的な「場」として文学フリマを主催したが、これに関しても、笙野は、第1回だけに大塚がかかわり、その後事務局体制に移行したことを批判している。笙野の立場は純文学の徹底擁護であり、大塚のような考え方がでてくる背景として、「高給取り」の「編集者」こそが「文学は駄目だ駄目だ」という声を発していると指摘している。しかし笙野は漫画などに対する攻撃を行っているわけではなく『多重人格探偵サイコ』などのヒット漫画の原作者という大塚が、ジャンプの売り上げが『すばる』、マガジンの売り上げが『群像』を支えている、とまるで「漫画全体の代表者」であるように振る舞っての文学への攻撃に反論している。更に「駄目」なものと一方的に断じていたはずの文芸雑誌で連載を行っているという言行不一致や、漫画の側では文学寄り、文学の側では漫画寄りの論者として態度を変える大塚の批評的なスタンス、更に大塚が編集側に働きかけ笙野を誌上からパージし反論を封じたことなどを批判した。
この件について笙野に批判されたこともある小谷野敦は、文学に無知な大塚の暴論に笙野が怒ったのも無理はないが、大塚が不誠実にも無視したため、笙野は「ついにおかしくなり、自分に異をとなえる者に対しては罵詈雑言を投げつけ、ついには小説中に登場させ、名をあげずに罵倒するようになってしまった」とし「大塚に滅ぼされた作家」と笙野のことを評している。

## 反ジェンダー運動の参加とトランスジェンダー差別
2020年以降、反ジェンダー運動の立場からトランスジェンダーの権利促進に反対する発言を繰り返し、『笙野頼子発禁小説集』『女肉男食 ジェンダーの怖い話』『解禁随筆集』の3冊を著した（ともに鳥影社刊）。これらの著書では、性別承認医療については「海外ではブームと巨大医療複合体の利益のため、子供がどんどん生贄にされている」と述べ、トランスジェンダーの権利擁護のための立法については「これ実はジョージ・ソロスやビル・ゲイツの金の都合である」と述べ、大学でフェミニズムを教える女性の教授については「大学フェミニズムで出世する女だってどうせ男の家来だから前に出られる」と述べている。また、性同一性障害特例法の生殖不能要件を違憲とした最高裁判決については、「こんな裁判官は国家反逆罪にしろ」と主張している。
これらの発言・主張について、批評家の杉田俊介は「トランスの人々によって女性が抹殺されていく、という笙野の主張は、特権的感性を持った小説家が鋭敏に感じ取った孤独な主張でもなんでもなく、国際的な反ジェンダー運動の中に過不足なく組み込まれたものであり、凡庸すぎるほどに凡庸なトランス差別的言説の一つであるようにしか見えない」「トランス排除にコミットした現在の笙野は、許容不可能な形で致命的に間違えたのであり、典型的な差別主義者に堕し、国際的な反ジェンダー運動やそのアイコンとして体よく取り込まれ、滑稽な形で利用されてしまった」と評している。

## 文学賞選考委員歴
- 文藝賞（第35回から第36回/1998年 - 1999年）
- 群像新人文学賞（第43回から第46回/2000年 - 2003年）
- 野間文芸新人賞（第22回から第26回/2000年 - 2004年）
- すばる文学賞（第26回から第30回/2002年 - 2006年）

## 作品一覧

### 小説
- 『極楽　笙野頼子・初期作品集1』
  - 極楽（『群像』1981年6月号）
  - 大祭（『群像』1981年11月号）
  - 皇帝（『群像』1984年4月号）
    - 1994年11月30日、河出書房新社、ISBN 9784309009476
    - 『極楽・大祭・皇帝―笙野頼子初期作品集』2001年3月10日、講談社文芸文庫、ISBN 9784061982529
- 『夢の死体　笙野頼子・初期作品集2』（1994年11月30日、河出書房新社、ISBN 9784309009483）
  - 海獣（『群像』1984年8月号）
  - 冬眠（『群像』1985年4月号）
  - 夢の死体（『群像』1990年6月号）
  - 虚空人魚（『群像』1990年2月号）
  - 呼ぶ植物（『群像』1989年5月号）
    - 『海獣・呼ぶ植物・夢の死体』2020年11月10日、講談社文芸文庫、ISBN 9784065217900
      - 表題作のほか「柘榴の底」「背中の穴」「記憶カメラ（書き下ろし）」収録
- 『なにもしてない』
  - なにもしてない（『群像』1991年5月号）
  - イセ市、ハルチ（『海燕』1991年2月号）
    - 1991年9月27日、講談社、ISBN 9784062055338
    - 1995年11月15日、講談社文庫、ISBN 9784062631587
- 『居場所もなかった』
  - 居場所もなかった（『群像』1992年7月号）
  - 背中の穴（『群像』1991年10月号）
    - 1993年1月14日、講談社、ISBN 9784062062015
    - 1998年11月15日、講談社文庫、ISBN 9784062637992
- 『硝子生命論』（1993年7月15日、河出書房新社、ISBN 9784309008486）
  - 硝子生命論（『文藝』1992年冬季号）
  - 水中雛幻想（『すばる』1991年9月号、初出時タイトル「アクアビデオ―夢の装置」）
  - 幻視建国序説（『ブックTHE文藝 1』1993年3月）
  - 人形暦元年 （書き下ろし）
- 『レストレス・ドリーム』
  - レストレス・ドリーム（『すばる』1992年1月号）
  - レストレス・ゲーム（『すばる』1992年10月号）
  - レストレス・ワールド(『すばる』1993年3月号）
  - レストレス・エンド（『文藝』1994年春季号）
    - 1994年2月25日、河出書房新社、ISBN 9784309008899
    - 1996年2月2日、河出文庫、ISBN 9784309404714
- 『二百回忌』
  - 大地の黴（『海燕』1992年7月号）
  - 二百回忌（『新潮』1993年12月号）
  - アケボノノ帯（『新潮』1994年5月号）
  - ふるえるふるさと（『海燕』1993年1月号）
    - 1994年5月25日、新潮社、ISBN 9784103976011
    - 1997年8月1日、新潮文庫、ISBN 9784101423210
- 『タイムスリップ・コンビナート』
  - タイムスリップ・コンビナート（『文學界』1994年6月号）
  - 下落合の向こう(『海燕』1994年1月号）
  - シビレル夢ノ水（『文學界』1994年9月号）
    - 1994年9月20日、文藝春秋、ISBN 9784163151205
    - 1998年2月10日、文春文庫、ISBN 9784167592011
- 『増殖商店街』（1995年10月27日、講談社、ISBN 9784062078993）
  - 増殖商店街（『群像』1993年1月号）
  - こんな仕事はこれで終りにする（『群像』1994年11月号）
  - 生きているのかでででのでんでん虫よ（『群像』1995年7月号）
  - 虎の襖を、ってはならなに（『海燕』1995年1月号）
  - 柘榴の底（『海燕』1988年8月号）
- 『母の発達』
  - 母の縮小（『海燕』1994年4月号）
  - 母の発達（『文藝』1995年秋季号）
  - 母の大回転音頭（『文藝』1996年春季号）
    - 1996年3月29日、河出書房新社、ISBN 9784309010496
    - 1999年5月6日、河出文庫、ISBN 9784309405773
- 『パラダイス・フラッツ』（1997年6月20日、新潮社、ISBN 9784103976028）
  - 初出 :『波』1996年1月号 - 1997年1月号
- 『太陽の巫女』（1997年12月20日、文藝春秋、ISBN 9784163173900）
  - 太陽の巫女（『文學界』1995年10月号）
  - 竜女の葬送（『文學界』1997年11月号）
- 『東京妖怪浮遊』（1998年5月、岩波書店、ISBN 9784000241083）
  - 東京すらりんぴょん（『毎日新聞』日曜版1996年4月7日 - 6月23日）
  - 単身妖怪・ヨソメ（『へるめす』1997年5月号）
  - 触感妖怪・スリコ（『へるめす』1997年7月号）
  - 団塊妖怪・空母幻（『世界』1998年1月号）
  - 抱擁妖怪・さとる（『世界』1998年2月号）
  - 女流妖怪・裏真杉（『世界』1997年3月号）
  - 首都圏妖怪・エデ鬼（『世界』1998年4月号）
- 『説教師カニバットと百人の危ない美女』（1999年1月20日、河出書房新社、ISBN 9784309012582）
  - 説教師カニバット（『文藝』1997年冬季号）
  - 百人の危ない美女（『文藝』1998年冬季号）
- 『笙野頼子窯変小説集　時ノアゲアシ取リ』（1999年2月1日、朝日新聞社、ISBN 9784022573438）
  - 時ノアゲアシ取リ（『一冊の本』1998年11月号）
  - 人形の正座（『群像』1995年11月号）
  - 一九九六、段差のある一日（『三田文学』1996年夏号）
  - 使い魔の日記（『群像』1997年1月号）
  - 壊れるところを見ていた（『文學界』1997年1月号）
  - 夜のグローブ座（『一冊の本』1997年3月号）
  - 魚の光（『新潮』1997年4月号）
  - 蓮の下の亀（『すばる』1998年1月号）
  - 全ての遠足（『群像』1998年1月号）
  - 一九九六・丙子、段差のある一年（書き下ろし）
- 『てんたまおや知らズどっぺるげんげる』（2000年4月20日、講談社、ISBN 9784062100953）
  - てんたまおや知らズどっぺるげんげる（『群像』1998年7月号）
  - 文士の森だよ、実況中継（『群像』1999年1月号）
  - ここ難解過ぎ軽く流してねブスの諍い女よ（『群像』1999年7月号）
  - リベンジ・オブ・ザ・キラー芥川（『群像』2000年1月号）
- 『渋谷色浅川』（2001年3月30日、新潮社、ISBN 9784103976035）
  - 渋谷色浅川（『新潮』1996年2月号）
  - 無国籍紫（『新潮』1998年1月号）
  - 西麻布黄色行（『新潮』1999年1月号）
  - 中目黒前衛聖誕（『新潮』2000年3月号）
  - 宇田川桃色邸宅（『新潮』2001年1月号）
- 『愛別外猫雑記』
  - 『文藝』2000年冬季号 - 『文藝』2001年春季号
    - 2001年3月30日、河出書房新社、ISBN 9784309014043
    - 2005年12月20日、河出文庫、ISBN 9784309407753
- 『幽界森娘異聞』
  - 幽界森娘異聞（『群像』2000年3月号 - 10月号）
  - 幽界森娘異聞後日譚　神様のくれる鮨（『群像』2001年1月号）
    - 2001年7月10日、講談社、ISBN 9784062107273
    - 2006年12月15日、講談社文庫、ISBN 9784062755894
- 『S倉迷妄通信』（2002年9月10日、集英社、ISBN 9784087746051）
  - S倉迷妄通信（『すばる』2001年3月号）
  - S倉妄神参道（『すばる』2001年11月号）
  - S倉迷宮完結（『すばる』2002年4月号）
- 『水晶内制度』（2003年7月30日、新潮社、ISBN 9784103976042）
  - 初出 :『新潮』2003年3月号
- 『片付けない作家と西の天狗』（2004年6月30日、河出書房新社、ISBN 9784309016405）
  - 胸の上の前世（『Vogue　日本』2002年8月号）
  - S倉極楽図書館（『図書館の学校』2002年3月号）
  - 素数長歌と空（『群像』2002年1月号） ※第29回川端康成文学賞最終候補作
  - 五十円食堂と黒い翼（『河南文藝』文学篇2003年夏号）
  - 箱のような道（『群像』1996年10月号）
  - 猫々妄者と怪（『文藝』2004年春季号）
  - 越乃寒梅泥棒（『新潮』1996年9月号）
  - 雑司が谷の「通り悪魔」（『東京新聞』1999年6月26日夕刊、初出時タイトル「墓地脇の『通り悪魔』」）
  - 片付けない作家と西の天狗（書き下ろし）
- 『金毘羅』（2004年10月10日、集英社、ISBN 9784087747201）
  - 初出 :『すばる』2004年4月号
  - 2010年9月3日、河出文庫、ISBN 9784309410371
- 『絶叫師タコグルメと百人の「普通」の男』（2006年4月30日、河出書房新社、ISBN 9784309017587）
  - 絶叫師タコグルメ（『文藝』2005年春季号）
  - 百人の「普通」の男（『文藝』2005年夏季号）
  - センカメの獄を越えて
  - 八百木千本様へ笙野頼子より
- 『だいにっほん、おんたこめいわく史』（2006年8月18日、講談社、ISBN 9784062135245）
  - 初出 :『群像』2006年1月号
- 『一、二、三、死、今日を生きよう!　成田参拝』（2006年10月10日、集英社、ISBN 9784087748246）
  - 成田参拝（『すばる』2003年5月号）
  - 一、二、三、死、今日を生きよう!（『すばる』2005年1月号）
  - 語、録、七、八、苦を越えて行こう（『すばる』2005年6月号）
  - 羽田発小樽着、苦の内の自由（『すばる』2006年4月号）
- 『笙野頼子三冠小説集』（2007年1月20日、河出文庫、ISBN 9784309408293）
  - タイムスリップ・コンビナート
  - 二百回忌
  - なにもしてない
    - いずれも改稿が施され、書き下ろしの後書を付する。解説・清水良典
- 『だいにっほん、ろんちくおげれつ記』（2007年10月31日、講談社、ISBN 9784062139434）
  - 初出 :『群像』2006年8月号
- 『萌神分魂譜』（2008年1月10日、集英社、ISBN 9784087748994）
  - 初出 :『すばる』2007年9月号
- 『だいにっほん、ろりりべしんでけ録』（2008年4月28日、講談社、ISBN 9784062146449）
  - 初出 :『群像』2007年12月号
- 『おはよう、水晶――おやすみ、水晶』（2008年12月20日、筑摩書房、ISBN 978-4-480-80416-7）
  - 初出 :『ちくま』2006年6月号 -2008年6月号
- 『海底八幡宮』（2009年9月11日、河出書房新社、ISBN 978-4-309-01937-6）
  - 初出：『すばる』2008年10月号
- 『人の道御三神といろはにブロガーズ』（2011年3月23日、河出書房新社、ISBN 978-4-309-02032-7）
  - 初出：『文藝』2009年春季号・夏季号
- 『猫ダンジョン荒神』（2012年9月21日、講談社、ISBN 978-4-06-217896-9）
  - 小説神変理層夢経 猫未来託宣本 猫ダンジョン荒神（前篇）（『すばる』2010年9月号）
  - 小説神変理層夢経 猫未来託宣本 猫ダンジョン荒神（後篇）（『すばる』2010年10月号）
- 『母の発達、永遠に／猫トイレット荒神』（2013年3月、河出書房新社、ISBN 978-4-309-02157-7）
  - にごりのてんまつ 『母の発達』濁音編（『文藝』2007年冬季号）
  - 母のぴぴぷぺぽぽ 『母の発達』半濁音編（『文藝』2012年秋季号）
  - 小説神変理層夢経・序 便所神受難品 その前篇　猫トイレット荒神（『文藝』2010年秋季号）
  - 小説神変理層夢経・序 便所神受難品 その中篇　割り込み託宣小説　地神ちゃんクイズ（『文藝』2010年冬季号）
  - 小説神変理層夢経・序 便所神受難品 完結篇 一番美しい女神の部屋（『文藝』2011年春季号）
- 『未闘病記――膠原病、「混合性結合組織病」の』（2014年7月31日、講談社、ISBN 978-4-06-219016-9）
- 『猫キャンパス荒神』（2014年12月、河出書房新社、ISBN 978-4-309-02350-2）
  - 小説神変理層夢経3 猫文学機械品 猫キャンパス荒神（前篇）（『すばる』2012年3月号）
  - 小説神変理層夢経3 猫文学機械品 猫キャンパス荒神（後篇）（『すばる』2012年4月号）
- 『植民人喰い条約　ひょうすべの国』（2016年11月、河出書房新社、ISBN 978-4-309-02520-9）
  - こんにちは、これが、ひょうすべです（書き下ろし）
  - ひょうすべの約束（『文藝』2016年夏号）
  - おばあちゃんのシラバス（『文藝』2016年秋号）
  - 人喰いの国（『文藝』2016年冬号）
  - 埴輪家の遺産（書き下ろし）
  - ひょうすべの菓子（『文藝』2013年春季号）
  - ひょうすべの嫁（『文藝』2012年冬季号）
  - 姫と戦争と「庭の雀」（『新潮』2004年6月号）
- 『猫道 単身転々小説集』講談社文芸文庫 2017年3月
- 『さあ、文学で戦争を止めよう　猫キッチン荒神』（2017年7月、講談社、ISBN 978-4-06-220661-7）
  - 初出:『群像』2017年4月号
- 『ウラミズモ奴隷選挙』（2018年10月20日、河出書房新社、ISBN 978-4-309-02736-4）
  - 初出:『文藝』2018年秋号
- 『会いに行って 静流藤娘紀行』（2020年6月16日、講談社、ISBN 978-4-06-519070-8）
  - 初出:『群像』2019年5月から12月号
- 『猫沼』（2021年2月21日、ステュディオ・パラボリカ、ISBN 978-4-902916-43-0)
  - 書き下ろし
- 『笙野頼子発禁小説集』（2022年5月8日、鳥影社、ISBN 978-4-86265-962-0)
  - 女性文学は発禁文学なのか？（「文藝家協会ニュース」2021年10月号）
  - 九月の白い薔薇――ヘイトカウンター（『群像』2018年1月号）
  - 返信を、待っていた（『群像』2019年1月号）
  - 引きこもりてコロナ書く（『群像』2020年10月号）
  - 難病貧乏裁判糾弾／プラチナを売る（「季刊文科84」2021年春季号）
  - 質屋七回ワクチン二回（『群像』2021年12月号）
  - 古酒老猫古時計老婆（「季刊文科86」2021年秋季号）
  - ハイパーカレンダー1984（書き下ろし）

### 随筆・評論
- 『おカルトお毒味定食』（松浦理英子と共著）
  - 1994年8月25日、河出書房新社、ISBN 9784309009285
  - 1997年4月4日、河出文庫、ISBN 9784309404974
- 『言葉の冒険、脳内の戦い』（1995年7月5日、日本文芸社、ISBN 9784537050394）
- 『ドン・キホーテの「論争」』（1999年11月27日、講談社、ISBN 9784062099141）
- 『徹底抗戦！文士の森』（2005年6月30日、河出書房新社、ISBN 9784309017129）

### 単行本未収録作品・形態
- この街に、妻がいる（『群像』2006年10月号）（講談社文芸文庫『猫道』に収録）
- 竜の箪笥を、詩になさ・いなくに（『新潮』2006年12月号）
- 九条越え前夜と火星人少女遊廓の誕生（『論座』2008年6月号）
- 日日漠弾トンコトン子（『新潮』2013年5月号）